# Nancy Farmer
Nancy Farmer (Phoenix, Arizona, 7 de juliol de 1941) és una de les escriptores de literatura juvenil estatunidenques més aclamades internacionalment. Les seves novel·les estan sempre plenes d'aventures i d'exuberant imaginació, i s'han traduït a més de 20 idiomes. Ha estat premiada amb els més cèlebres premis en llengua anglesa.

## Obra principal
Novel·la i novel·la curta
- The Mirror (1987)
- Lorelei: The Story of a Bad Cat (1987)
- Do You Know Me (1993)
- The Ear, the Eye and the Arm (1994) - medalla Newbery[3]
- A Girl Named Disaster (1996) - medalla Newbery[3] i finalista del National Book Award[4]
- The Warm Place (1996)
- The House of the Scorpion (2002) - guanyadora de la medalla Newbery[3] i del National Book Award[5]
- A New Year's Tale (2013)
- The Lord of Opium (2013)

Trilogia The Sea of Trolls
- The Sea of Trolls (2004)
- The Land of the Silver Apples (2007)
- The Islands of the Blessed (2009)